# Yutaka Akita
Yutaka Akita, född 6 augusti 1970 i Aichi prefektur, Japan, är en japansk tidigare fotbollsspelare.